# Stawiguda
Stawiguda (Duits: Stabigotten) is een dorp in het Poolse woiwodschap Ermland-Mazurië, in het district Olsztyński. De plaats maakt deel uit van de gemeente Stawiguda en telt 1590 inwoners.

## Verkeer en vervoer
- Station Stawiguda